# Stehender Hirsch

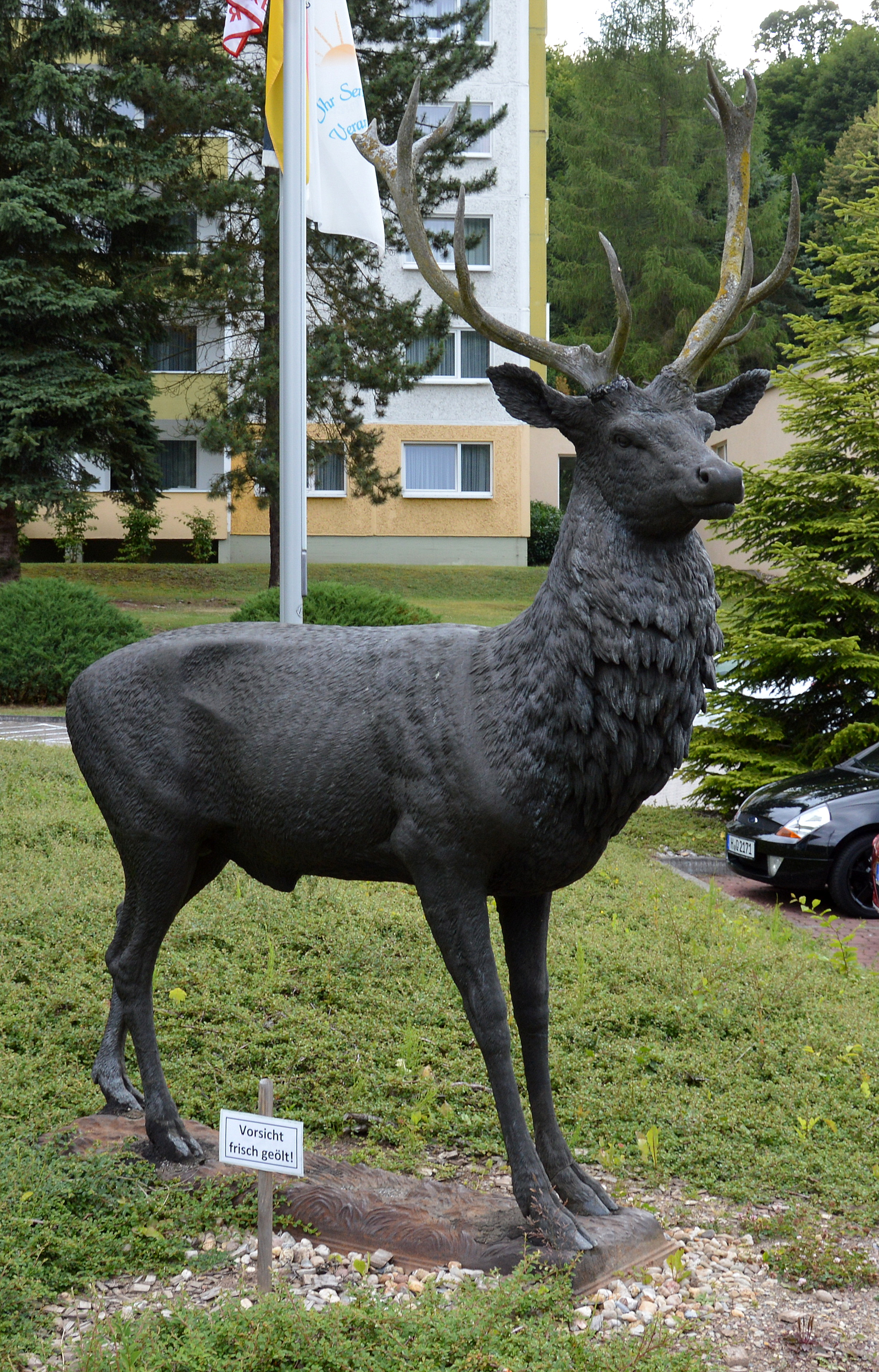
Stehender Hirsch

Der Stehende Hirsch, auch nur als Hirsch bezeichnet, ist eine Plastik im Ortsteil Alexisbad der Stadt Harzgerode im Harz in Sachsen-Anhalt.
Sie befindet sich in der Ortsmitte von Alexisbad vor dem Eingang zum Hotel Morada in der Kreisstraße.

## Gestaltung und Geschichte
Die einen Hirsch darstellende Plastik wurde vor dem Jahr 1860 von Johann Heinrich Kureck im Hüttenwerk Mägdesprung als Zinkguss geschaffen. Bis zu den Geweihrosen hat die Plastik eine Höhe von 185 Zentimetern. Sie steht auf einem eisernen Sockel von 146 mal 45 Zentimetern. Die Oberfläche ist farblich behandelt.
Eine gleichartige Plastik befand sich im Schlossgarten Dessau. Eine ähnlich gestaltete Plastik, jedoch mit einem stärkeren Geweih, der Akademie-Hirsch, steht auf dem Hüttenplatz des Hüttenwerks Mägdesprung.
Die Plastik ist im amtlichen Denkmalverzeichnis unter Silberhütte mit der Erfassungsnummer 094 50136 eingetragen und wird im Handbuch der deutschen Kunstdenkmäler genannt.